# Deparia chinensis
Deparia chinensis är en majbräkenväxtart som först beskrevs av Ren-Chang Ching, och fick sitt nu gällande namn av Z.R.Wang. Deparia chinensis ingår i släktet Deparia och familjen Athyriaceae. Inga underarter finns listade.